# 宇都宮健児
宇都宮 健児（うつのみや けんじ、1946年〈昭和21年〉12月1日 - ）は、日本の弁護士、公益活動家、政治活動家。多重債務問題、消費者金融問題の専門家。
日本弁護士連合会元会長（2010年 - 2011年度）、日弁連消費者問題対策委員会委員長、東京弁護士会副会長などを歴任。
現在は週刊金曜日編集委員、全国ヤミ金融対策会議代表幹事、オウム真理教犯罪被害者支援機構理事長、反貧困ネットワーク代表、年越し派遣村名誉村長。TPP阻止国民会議副代表世話人、のりこえねっと（ヘイトスピーチとレイシズムを乗り越える国際ネットワーク）共同代表。

## 経歴
愛媛県東宇和郡高山村（現：西予市明浜町）田之浜に傷痍軍人の長男として生まれる。故郷の田之浜は江戸時代前期に開発された半農半漁の地だった。1955年、一家で大分県国東半島に開拓入植。
1959年、熊本県に住む母方の叔父の元に預けられる。中学、高校、大学と卓球部に所属した。1965年、熊本県立熊本高等学校を卒業、東京大学に入学し、駒場寮で暮らす。大学進学後は大企業か官公庁に入って親孝行しようと考えたが、同和問題に出合って「人助けができる」と弁護士の道を選んだ。
1968年、司法試験合格。1969年、貧しい実家を助けるために東大法学部法律学科を中退して司法修習生となり、1971年、弁護士登録（東京弁護士会）。岡安法律事務所に入所。1979年、佐藤法律事務所に入所。1983年、宇都宮健児法律事務所を開設、後に東京市民法律事務所とする。
2010年、日本弁護士連合会会長選挙に立候補。元副会長の山本剛嗣との選挙戦となる。2月5日に投票が行われ、得票数では山本に及ばなかったが、全国に52ある弁護士会のうち地方を中心とする42会で山本を上回る。同選挙は、最多得票者は全国の3分の1以上の会においてそれぞれ最多票を得なければ当選できないという規定（日弁連会則61条2項）があるため、史上初の再投票となる。3月10日の再投票では、宇都宮が山本を上回る得票を獲得し、かつ46会で最多票を得て当選。
2012年、史上初の再選を目指して再び日弁連会長選挙に立候補。異例の3度に渡る投票の結果、元副会長で東京弁護士会所属の山岸憲司に敗れ、再選ならず。
同年11月9日、人にやさしい東京をつくる会からの支援を受けて同年12月の東京都知事選に立候補表明。五輪招致反対、脱原発、福祉の充実、格差是正などを訴えたが2位で落選した。
2013年には、脱原発を求める市民グループによる脱原発政治連盟の呼びかけ人に名を連ねた。
同年12月28日、猪瀬直樹東京都知事の辞職に伴い、再び東京都知事選に立候補、翌年2月9日に投開票が行われ、98万2594票を集め全立候補者中2位の得票数となったものの、当選した舛添要一の得票数211万票余りの半分に届かず落選。
2016年7月11日の記者会見で、同年7月の東京都知事選挙への立候補を表明したが、7月13日に立候補を見送った。
2020年5月27日の記者会見で、同年7月の東京都知事選挙への立候補を表明。これを受け、立憲民主党、日本共産党、社会民主党が宇都宮を支援する方針を決めた。7月5日に投開票が行われ、84万4151票を集め全立候補者中2位の得票数となったものの、当選した小池百合子の得票数366万票余りに届かず落選した。

## 人物
大分県に入植した当初は、家族とともに電気もない土地を開墾する。勉強・スポーツ共に秀で、親類と話し合った結果、中学から熊本県に移り住む。親を楽にさせたいという思いからプロ野球選手を志したが、体格的な問題から中学1年時に断念。勉学に打ち込み、東京大学に合格。経済的な理由から入寮した駒場寮では当時学生運動が盛んで、寮生らと議論を重ねる中で弁護士を志し、大学在学中に司法試験に合格。
弁護士になった当初は顧客開拓が思うようにいかず、簿記学校で商法の講師をしながら生計を立てる。 自らの性格を、社交性がある方ではなく人付き合いも苦手で顧客の人脈を増やせなかったと自己分析している。
後述する多重債務者問題を機に独立して以降、豊田商事事件、地下鉄サリン事件、オレンジ共済事件、KKC事件、日栄事件、八葉グループ事件、五菱会事件、商工ファンド事件などに取り組む。オウム真理教幹部に殺害された坂本堤弁護士の妻は、宇都宮の事務所で勤務していた。
映画『夜逃げ屋本舗』を監修したほか、宮部みゆきの小説『火車』に登場する弁護士（溝口 悟郎）のモデルである。

## 主張・活動

### 多重債務者保護
1970年代後半、当時ほとんど顧みられることのなかった多重債務者の弁護を引き受けた。サラ金被害者向けに、弁護士費用分割払いを初めて実践。宇都宮らの活動により、グレーゾーン金利の違法性が確定することとなった。しかし、依頼者が急増した結果、当時勤務していた事務所から「サラ金問題をやるなら事務所を辞めてくれ」と言われ独立。独立した1983年には貸金業規制法、出資法改正法が成立したこともあり、事務所は追い風に乗った。

### 死刑制度反対
2010年4月、中国政府が1972年以来となる日本人の死刑を執行したが、これに対して日本政府が毅然とした態度で死刑を執行しないよう強く要望しなかったことについて、日弁連会長として遺憾の意を表明した。2011年3月10日、大阪・愛知・岐阜連続リンチ殺人事件で3人の被告について死刑判決が出たこと、複数の報道機関が実名報道を行ったことに対して、日弁連会長として遺憾の意を表明した。
2012年2月24日、光市母子殺害事件については、主婦（23歳）とその娘（生後11ヶ月）に対する殺人・強姦致死・窃盗事件を犯した当時未成年だった18歳の少年を更生の余地があるとみなし、少年死刑囚の実名報道を少年の社会復帰を阻害するとした声明を日弁連会長として発表した。

### 放射線量見直し要求
2011年4月27日、福島第一原子力発電所事故の影響で増大している放射線量について、文部科学省が福島県内の学校・幼稚園などで屋外活動を制限する際の目安とした線量の見直しを当時の民主党政権へ求めた。

### 表現規制反対
漫画やアニメ等への規制を強化する東京都青少年の健全な育成に関する条例の2010年改正案に対し、可決前から改正反対を主張。2010年12月、「新条例案では、依然として、当連合会がこれまで指摘してきた問題点が十分には解消されていないため、当連合会は、新条例案に対しても改めて反対する」として、日弁連会長として声明を発表した。

### 選択的夫婦別姓制度導入に賛成
選択的夫婦別姓制度導入を強く求めている。別姓訴訟を支える会へのメッセージでは、「日本国憲法は、第13条で個人の尊厳を、第24条で婚姻は両性の合意のみに基づいて成立すること、そして婚姻について法律は個人の尊厳と両性の本質的平等に立脚して制定されなければならないことを規定しています。氏名は、その人の人格の表象であり、それなしに人は社会で生きていくことができません。改姓を望まない人にも改姓を強制する制度は、その人格権を侵害するものです。また、圧倒的多数の夫婦が夫の氏を選択しており（2009年は96.3%）、望まない場合にも改姓を強いられているのは、実際には女性です。民法第750条は、一見中立的ですが、現実には性差別規定に他なりません。選択的夫婦別姓制度の導入は、憲法上の要請といえるでしょう。」と述べている。

### 教職員の君が代起立斉唱義務化に反対
大阪維新の会の府議団が成立をめざす教職員に君が代の起立斉唱を義務化する条例案について、日本弁護士連合会は宇都宮健児名で「起立・斉唱を強制することは憲法の思想・良心の自由を侵害する」などと批判する声明を発表、声明で「教育の内容と方法に対する公権力の介入は抑制的であるべきという憲法上の要請に違反するもので看過できない」と主張した。

### ヘイトスピーチ規制について
在日本大韓民国民団（民団）は反韓デモ（嫌韓デモ）に関して宇都宮健児と有田芳生（民主党参議院議員）にインタビューを行い、その中での宇都宮の「ヘイトデモは許すべきではないが、警察は脱原発のような民主的なデモまで規制しようとしている。規制強化のあおりを受けて政府批判のデモまでいっさいできなくならないよう気をつけないといけない。ヘイトスピーチ規制を躊躇しているのはそこにある。市民の間で解決するのが理想。攻撃を恐れて何もしないのでは日本社会として問題だ」との主張を2013年5月22日の民団機関紙『民団新聞』が報じた。さらに、宇都宮は「のりこえねっと (ヘイトスピーチとレイシズムを乗り越える国際ネットワーク)」においても共同代表としてヘイト規制へ向けた活動を展開しており、韓国の報道機関から「日本を代表する良心的知識人」と評価されている。

### 韓国人慰安婦戦後補償解決への日韓共同提言
日本共産党機関紙しんぶん赤旗は2010年12月12日、宇都宮健児が日弁連会長を務めていた2010年12月11日に日弁連と大韓弁護士協会（韓国）が東京都内で「戦争と植民地支配下における被害者の救済に向けて」をテーマに共同シンポジウムを開き、共同宣言と日本軍「慰安婦」問題の最終的解決に関する提言を発表した、と報じた。このシンポジウムにおける両会の会長名による共同宣言で「歴史的事実の認識の共有に向けた努力を通じて相互理解と相互信頼が深まることが、未来に向けて良好な日韓関係を築くための礎である」と強調し、日本軍による慰安婦問題の解決のための立法、日韓基本条約等の締結過程に関する文書の完全公開、強制動員の日本政府による真相究明と謝罪、賠償などを求めた
かつ、都内に慰安婦像を建てると公言した。

### 戦争犯罪の謝罪が戦後日本の出発点
中国共産党中央委員会機関紙『人民日報』によるスタンフォード大学アジア太平洋研究センター副主任ダニエル・スナイダーの論文「日本の困難な挑戦」についての取材において、「第2次大戦中に犯した犯罪について徹底的に謝罪することが戦後日本の出発点だ。安倍晋三は日本の犯した犯罪を認めないうえ、憲法改正を図っている。これでは周辺国の信頼は得られない」とスナイダーの見解に同調する認識を示したことが、2013年4月2日の人民網の記事に掲載された。

### 韓国人徴用工の請求権問題で韓国を支持
ビジネスジャーナルのインタビュー記事で宇都宮は2018年からの日韓の対立事項である韓国人徴用工の請求権問題について、徴用工個人の損害賠償請求権は消滅しておらず日本企業が自発的に賠償金を支払うことは法的に可能であり、日韓請求権協定は法的障害にはなり得ないと主張した。「日韓請求権協定で解決済み」とする日本政府の見解には、安倍政権による保守層向けのアピールであり、嫌韓感情を煽って政権浮揚につなげるのが狙いだと分析した。徴用工問題の解決には日本政府と日本企業による謝罪と賠償に加えて、朝鮮人に対する日本の人権侵害についての徹底した教育や広報を行うとともに、日本の国会議事堂前に慰安婦少女像と徴用工像を設置すべきだと主張した。

## 2014年東京都知事選挙
2013年12月28日に全候補者中最も早く無所属で出馬表明。12月30日には岩上安身が代表を務めるIWJ（インディペンデント・ウェブ・ジャーナル）の年末特番に出演し、安倍政権が軍国化を強めていると主張し「軍国化を強める安倍政権の暴走を、都政を通じてストップをかけなければいけない」と出馬理由を岩上安身と海渡雄一に対して語った。2014年1月6日に東京都庁でも出馬会見を実施した。

### 支持する政党・著名人など

#### 政党
- 社会民主党[38]、日本共産党[38]、緑の党[39]、新社会党[40]。

#### 新左翼団体
- 日本革命的共産主義者同盟 (JRCL)[41]、民主主義的社会主義運動（MDS）[42]、労働者社会主義同盟（労社同）[43]。

#### 著名人など
- 坂本龍一（音楽家・市民活動家）、孫崎享（評論家）、石川セリ（歌手）、辛淑玉（ヘイトスピーチとレイシズムを乗り越える国際ネットワーク共同代表）、北原みのり（ライター）、海渡雄一（グリーンピースジャパン元理事長・脱原発法制定全国ネットワーク事務局長）、ジャン・ユンカーマン（映画監督）、鎌仲ひとみ（映画監督）、伊藤真（弁護士）、想田和弘（映画監督）、中川敬（ソウル・フラワー・ユニオン）、ランキンタクシー（ミュージシャン）、木内みどり（女優）、三宅洋平（音楽家・社会活動家）、ECD（ミュージシャン）、松野大介（作家）、ワタナベマモル（ミュージシャン）、詩森ろば（劇作家）、佐々木中（作家・哲学者）、森田実（政治評論家）、田中優（文筆家）、鈴木邦男（政治活動家）らも支持を表明[44]。

### 政策・主張
- 出馬会見で、護憲、特定秘密保護法案の廃止、安倍政権の暴走ストップ、原発のない社会の実現（脱原発）などを主張[37][45]。
- ソウル・北京と平和都市会議を開催し、安倍政権の政策で悪化している韓国・中国との関係改善を図ることも主張[46]。
- 2014年1月8日、自身のTwitterにて知事に当選後に韓国・中国との平和自治会議を開催する旨を示し、オリンピックに則しアジア自治体外交を進めると宣言した[47]。

#### 2020年東京オリンピックについて
- 2020年東京オリンピック招致について、前回都知事選で「招致計画反対。石原都政の間に都民のスポーツ環境は悪化。スポーツ、オリンピックの意義を問い直すところから再出発」と主張した[48]。
- 2013年12月の取材では「決まってしまったもの（2020年東京オリンピック）を今から覆すのは難しい。なるべく税金の無駄が少ないコンパクトなオリンピックを目指すべき。東京での開催に向け周辺国との緊張を緩和し、平和の祭典としてのオリンピックを目指す。安倍政権は特定秘密保護法案や集団的自衛権行使の容認に向けた動きなど、戦争できる国づくりを急速に進めている。このままでは、日中戦争開戦で開催できなかった1940年の“幻の東京オリンピック”の二の舞いになるかも。平和と友好というオリンピックの理念の下、東アジアの緊張緩和を目指すべき」と述べている[49]。

### 海外からの評価

#### 韓国からの評価
- 韓国の京郷新聞は2013年12月29日の記事において宇都宮が共同代表を務める「のりこえねっと (ヘイトスピーチとレイシズムを乗り越える国際ネットワーク)」の活動などを紹介した上で、「日本を代表する良心的知識人に選ばれる宇都宮が東京都知事補欠選挙に出ることにした」と報じている[32]。

## 著書
共著を含め、50点以上の著書がある。

### 単著
- 『サラ金地獄からの脱出法 こうすれば必ず成功する新サラ金規制法による対抗法と救済策のすべて』自由国民社、1983年12月。ISBN 9784426240011。
  - 『こうすれば必ず成功するサラ金地獄からの脱出法 新サラ金規制法による対抗法と救済策のすべて』（改訂増補版版）、自由国民社、1984年6月15日。ISBN 9784426240080。
- 『カード破産と借金整理法 クレジット・ローン110番』自由国民社、1990年12月。ISBN 9784426380014。
  - 『カード破産と借金整理法 クレジット・ローン110番』（全訂版）自由国民社、2002年6月。ISBN 9784426380113。
- 『だれでもわかる自己破産の基礎知識 カード破産・借金地獄からの脱出法』花伝社、1992年5月。ISBN 9784763402400。
  - 『だれでもわかる自己破産の基礎知識 カード破産・借金地獄からの脱出法』（全訂版）花伝社、2004年5月。ISBN 9784426113605。
- 『わかりやすい自己破産 自己破産を知らずして借金整理はできない』山川直人絵、自由国民社〈「イラスト六法」シリーズ〉、1993年6月。ISBN 9784426390013。
  - 『わかりやすい自己破産 自己破産を知らずして借金整理はできない』山川直人絵（改訂7版）、自由国民社〈「イラスト六法」シリーズ〉、2012年11月。ISBN 9784426113605。
- 『自己破産のススメ 救いあるカード・サラ金地獄脱出法』ぴいぷる社、1993年3月。ISBN 9784893740700。
- 『正しい弁護士の選び方・活用法』ぴいぷる社、1994年9月15日。ISBN 9784893740922。
- 『自己破産のすすめ 大不況・大失業時代の借金整理法』花伝社、1998年8月。ISBN 9784763403261。
- 『イラストでわかる悪質商法から身を守る方法 サギ師の手口を全公開』なかむら治彦イラスト、東洋経済新報社、2001年7月。ISBN 9784492105061。
- 『個人再生手続の基礎知識 わかりやすい個人再生手続の利用法』花伝社、2001年10月。ISBN 9784763403735。
- 『消費者金融 実態と救済』岩波書店〈岩波新書〉、2002年4月。ISBN 9784004307792。
- 『ヤミ金融撃退マニュアル 恐るべき実態と撃退法』花伝社、2002年11月。ISBN 9784763403940。
- 『自己破産と借金地獄脱出法 取り立てをこれでストップ！』主婦と生活社〈ひと目でわかる！図解〉、2003年9月。ISBN 9784391127379。
- 『ヤミ金・サラ金問題と多重債務者の救済 返さなくてもよい借金がある』明石書店、2004年6月。ISBN 9784750319322。
- 『多重債務の正しい解決法 解決できない借金問題はない』花伝社、2007年11月。ISBN 9784763405050。
- 『弁護士、闘う 宇都宮健児の事件帖』岩波書店、2009年8月。ISBN 9784000247115。
- 『大丈夫、人生はやり直せる サラ金・ヤミ金・貧困との闘い』新日本出版社、2009年8月。ISBN 9784406052467。
- 『13歳から学ぶ日本の貧困 日本をむしばむ"貧困"が60分で見えてくる』青志社、2009年8月。ISBN 9784903853673。
- 『反貧困 半生の記』花伝社、2009年10月。ISBN 9784763405555。
- 『弁護士冥利 だから私は闘い続ける』東海教育研究所、2009年11月。ISBN 9784486037132。
- 『わるいやつら』集英社〈集英社新書〉、2013年9月。ISBN 9784087207064。
- 『希望社会の実現』花伝社、2014年1月。ISBN 9784763406903。
- 『「悪」と闘う』朝日新聞出版〈朝日新書〉、2014年8月。ISBN 9784022735737。
- 『自己責任論の嘘』ベストセラーズ〈ベスト新書〉、2014年11月。ISBN 9784584124598。
- 『東京をどうする』花伝社、2017年6月。ISBN 9784763408181。
- 『天皇制ってなんだろう？ あなたと考えたい民主主義からみた天皇制』平凡社〈中学生の質問箱〉、2018年12月。ISBN 9784582837933。
- 『韓国市民運動に学ぶ 政権を交代させた強力な市民運動』花伝社、2020年2月。ISBN 9784763409164。

### 編著
- 『多重債務被害救済の実務』勁草書房、2005年2月。ISBN 9784326450718。
  - 『多重債務被害救済の実務』（第2版）勁草書房〈クレサラ叢書〉、2010年1月。ISBN 9784326498925。

### 共著
- 宇都宮健児、武田裕子『お金とカード』井上正治絵、岩崎書店〈おとなになること 7〉、1992年12月。ISBN 9784265038275。
- 鈴木利廣、宇都宮健児『医療・消費者と人権』井上正治絵、岩崎書店〈人が人らしく生きるために人権を考える本 1〉、2001年4月。ISBN 9784265055418。
- 中澤誠、水谷和子、宇都宮健児『築地移転の闇をひらく』大月書店、2016年12月。ISBN 9784272330898。

### 共編
- 木村達也・宇都宮健児・小松陽一郎編 編『個人債務者再生手続実務解説Q&A』青林書院、2001年3月。ISBN 9784417012788。
  - 木村達也・宇都宮健児・小松陽一郎編 編『個人債務者再生手続実務解説Q&A』（新版）青林書院、2007年9月。ISBN 9784417014379。
- 宇都宮健児・猪股正・湯浅誠編 編『もうガマンできない！広がる貧困 人間らしい生活の再生を求めて』明石書店、2007年7月。ISBN 9784750325842。
- 宇都宮健児・湯浅誠編 編『反貧困の学校 貧困をどう伝えるか、どう学ぶか』明石書店、2008年10月。ISBN 9784750328577。
- 宇都宮健児・湯浅誠編 編『派遣村 何が問われているのか』岩波書店、2009年3月。ISBN 9784000244497。
- 宇都宮健児・湯浅誠編 編『反貧困の学校 2 いま“はたらく”が危ない』明石書店、2009年8月。ISBN 9784750330327。
- 宇都宮健児・浅見昇吾・稲葉剛編 編『連続授業 命と絆は守れるか？ 震災・貧困・自殺からDVまで』三省堂、2012年9月。ISBN 9784385365510。

### 監修
- 『借金が返せない宣言 自己破産はこわくない！』バディ堀井原作、夏目けいじ画、リヨン社、1995年8月。ISBN 9784576950822。
  - 『借金地獄で死ぬ人助かる人 自己破産はこわくない』バディ堀井原作、夏目けいじ画（増訂版）、リヨン社、1998年10月。ISBN 9784576981406。
- 『他人事ではない自己破産 男の借金、女の借金、どうする!?マニュアル』主婦の友社、1998年12月。ISBN 9784072250877。
- 『高金利「金貸し」対決マニュアル 「実録人生伝」付き』小学館〈小学館文庫〉、2000年3月。ISBN 9784094171914。
- 『サラ金・商工ローン・日掛け金融絶対借りるな！ 自分でできる自己破産と借金整理法決定版』本の泉社、2000年10月。ISBN 9784880233406。
- 全国クレジット・サラ金被害者連絡協議会編 編『借金地獄からの脱出法 クレジット・サラ金・商工ローン・ヤミ金融に負けない被害救済法』本の泉社、2002年11月。ISBN 9784880236384。
- 『ファミリー判 親と離れて暮らす長男長女のための本』中経出版、2002年12月。ISBN 9784806117209。
- 全国クレジット・サラ金被害者連絡協議会編 編『どんと来い！借金地獄 サラ金・ヤミ金・商工ローン・カードローン多重債務必勝法』井家上隆幸構成、ベストセラーズ、2003年1月。ISBN 9784584187227。
- 千葉保、クレサラ探偵団『お金で死なないための本 いつでもカード、どこでもローンの落とし穴』イラ姫絵、太郎次郎社エディタス、2007年10月。ISBN 9784811807539。
- 千葉保、利息解読プロジェクト『お金で泣かないための本 困るまえに読む！お金のトラブル回避術』イラ姫絵、太郎次郎社エディタス、2011年8月。ISBN 9784811807485。

## メディア

### 雑誌
- 『Attorney's MAGAZINE（旧ロイヤーズマガジン）』 - 弁護士の肖像（08年7月号）

### テレビ番組
- プロフェッショナル 仕事の流儀 第5回「仕事も人生もやり直せる」（NHK総合テレビ）
- クローズアップ現代 第2861号「過払い金が狙われる 〜相次ぐ弁護士トラブル〜」（NHK総合テレビ）
- ルビコンの決断（2009年9月17日、テレビ東京）
- 福祉ネットワーク 「この人と福祉を語ろう 困っている人はみんなで助けよう」（2010年5月19日、NHK教育テレビ）
- くりぃむクイズミラクル9（2017年3月29日、テレビ朝日）※「宇都宮けんじ」名義で出演した。